# Thomas Dewey
Pour les articles homonymes, voir Dewey.
Thomas Dewey, né le 24 mars 1902 à Owosso (Michigan, États-Unis) et mort le 16 mars 1971 à Bal Harbour (Floride, États-Unis), est un homme politique américain, gouverneur de l'État de New York de 1943 à 1955. Candidat républicain à deux reprises à l'élection présidentielle, il est battu par Franklin D. Roosevelt à l'élection de 1944 et par Harry S. Truman à celle de 1948. Il est par ailleurs le premier candidat à la présidence des États-Unis à être né au XXe siècle.

## Jeunesse, études et début de carrière
Né et élevé à Owosso (Michigan), son père est l'éditeur du journal local. Il sort diplômé de l'université du Michigan en 1923 et en droit de la Columbia Law School de New York en 1925. Pendant les années 1930, il est l'avocat défenseur des intérêts de la ville de New York dans les procès pénaux : il aide à la condamnation de Lucky Luciano. En 1939, il poursuit le chef de file nazi américain Fritz Kuhn.
Il échoue en 1938 à être élu gouverneur de New York, mais réussit en 1942 et est réélu en 1946 et 1950. Il est considéré comme un gouverneur honnête et efficace. Il réduit les impôts, double l'aide de l'État pour l'éducation, augmente les salaires des fonctionnaires de l'État, et réduit le déficit de l'État de plus de 100 millions de dollars. Il fait voter une loi qui interdit la discrimination raciale à l'embauche et promulgue les lois créant la State University of New York.

## Le candidat à la présidence
Pour l'élection présidentielle de 1940, Dewey est défait au cours des primaires du parti républicain par Wendell Willkie qui est défait par le président Roosevelt. Dewey, candidat républicain, est battu par le même Roosevelt en 1944. Mais sa campagne réussit à obtenir plus de voix que les autres candidats républicains depuis Herbert Hoover en 1928.
Il remporte la primaire républicaine de 1948 face à Harold Stassen à la suite du débat Dewey-Stassen, mais la célébrité de Thomas Dewey est causée par une anecdote lors de l'élection présidentielle de 1948 face au président Harry Truman : le journal Chicago Daily Tribune titre prématurément la nuit du vote « Dewey Defeats Truman » (« Dewey a battu Truman »). En fait, Truman l'a emporté malgré une popularité qui semble décliner. L'ironie veut que Dewey soit le premier candidat à la présidentielle à avoir une équipe chargée de recueillir les résultats des votes.
Lors de cette campagne, Dewey ne prend aucun risque pour profiter des problèmes de Truman. Il enfile les platitudes, comme : « You know that your future is still ahead of you » (« Vous savez que votre avenir est encore devant vous »). Un éditorial du Louisville Courier-Journal résume cette campagne ainsi :
« No presidential candidate in the future will be so inept that four of his major speeches can be boiled down to these historic four sentences: Agriculture is important. Our rivers are full of fish. You cannot have freedom without liberty. Our future lies ahead. »
(« À l'avenir, aucun candidat à la présidentielle ne sera assez inepte pour que quatre de ses principaux discours puissent être résumés dans ces quatre phrases historiques : l'agriculture est importante. Nos fleuves sont pleins de poissons. Vous ne pouvez être libre sans la liberté. Notre avenir est devant nous »).
Si Dewey est critiqué pour son agressivité en 1944, il réussit à la contenir en 1948.
De son côté, Truman lie son adversaire au Congrès républicain qu'il qualifie de « do-nothing Congress » (« le Congrès qui ne fait rien »), contre lequel le président a bataillé pendant son mandat. Dewey n'est cependant pas si conservateur que les membres républicains de l'assemblée fédérale. Par exemple, au contraire de son concurrent aux primaires, le sénateur Robert Taft, Dewey n'est pas un isolationniste : au début de la guerre froide, il soutient le plan Marshall, l'aide à la Grèce, la reconnaissance de l'État d'Israël et le pont aérien contre le blocus de Berlin.
| Candidats                             | Parti | Parti              | Vote populaire | Vote populaire | Collège électoral | Collège électoral |
| Candidats                             | Parti | Parti              | Voix           | %              | Sièges            | %                 |
| ------------------------------------- | ----- | ------------------ | -------------- | -------------- | ----------------- | ----------------- |
| Harry S. Truman/Alben William Barkley |       | Parti démocrate    | 24 105 812     | 49,55          | 303               | 57,06             |
| Thomas Dewey/Earl Warren              |       | Parti républicain  | 21 970 065     | 45,07          | 189               | 35,59             |
| James S. Thurmond/Fielding L. Wright  |       | Dixiecrat          | 1 175 930      | 2,41           | 39                | 7,34              |
| Henry Wallace/Glen H. Taylor          |       | Parti progressiste | 1 157 328      | 2,37           | 0                 |                   |

## Retraite
Il ne se représente pas en 1952 et aide Dwight Eisenhower qui est élu président. Il se retire de la politique à la fin de son troisième mandat de gouverneur de New York et retourne à la pratique du droit. Il meurt d'une crise cardiaque le 16 mars 1971.

## Hommages
En 1937, le dessinateur Al Taliaferro nomme un des neveux de Donald Duck (Riri, Fifi et Loulou en français) d'après le gouverneur Dewey, (les deux autres s'appelant « Huey » en référence au gouverneur démocrate de Louisiane Huey Pierce Long, et « Louie » en référence à un animateur des Studios Disney, Louie Schmitt).
En 1964, l'assemblée législative de l'État de New York baptise officiellement en son honneur une autoroute à péage reliant Buffalo à la ville de New York, même si le nom Thomas E. Dewey Thruway est peu couramment utilisé.

## Sources
- Les archives de Thomas E. Dewey, Université de Rochester